# Cuyón (Coamo)
Cuyón es un barrio ubicado en el municipio de Coamo en el estado libre asociado de Puerto Rico. En el Censo de 2010 tenía una población de 3077 habitantes y una densidad poblacional de 117,06 personas por km².

## Geografía
Cuyón se encuentra ubicado en las coordenadas 18°5′22″N 66°18′7″O / 18.08944, -66.30194. Según la Oficina del Censo de los Estados Unidos, Cuyón tiene una superficie total de 26.29 km², de la cual 26.28 km² corresponden a tierra firme y (0.01%) 0 km² es agua.

## Demografía
Según el censo de 2010, había 3077 personas residiendo en Cuyón. La densidad de población era de 117,06 hab./km². De los 3077 habitantes, Cuyón estaba compuesto por el 74.36% blancos, el 9.72% eran afroamericanos, el 0.1% eran amerindios, el 0.1% eran asiáticos, el 13% eran de otras razas y el 2.73% pertenecían a dos o más razas. Del total de la población el 99.55% eran hispanos o latinos de cualquier raza.